# Locknevi landskommun
Locknevi landskommun var en tidigare kommun i Kalmar län.

## Administrativ historik
Den 1 januari 1863 började kommunalförordningarna gälla och då inrättades cirka 2 500 kommuner (städer, köpingar och landskommuner), tillsammans täckande hela landets yta.
I Locknevi socken i Södra Tjusts härad i Småland inrättades då denna kommun.
Vid kommunreformen 1952 bildade Locknevi storkommun genom sammanläggning med den tidigare kommunen Blackstad.
Vid utgången av år 1970 upplöstes kommunen och delades, varvid Blackstads församling gick till Västerviks kommun och Locknevi församling till Vimmerby kommun.
Kommunkoden 1952-1970 var 0809.

### Kyrklig tillhörighet
I kyrkligt hänseende tillhörde kommunen Locknevi församling. Den 1 januari 1952 tillkom Blackstads församling.

## Geografi
Locknevi landskommun omfattade den 1 januari 1952 en areal av 262,67 km², varav 239,04 km² land.

### Tätorter i kommunen 1960
I Locknevi landskommun fanns den 1 november 1960 ingen tätort. Tätortsgraden i kommunen var då alltså 0,0 procent.

## Politik

### Mandatfördelning i valen 1938-1966
| 10 | 2 | 8 |

| 20 |

| 6 | 14 |

| 20 |

| 6 | 2 | 12 |

| 20 |

| 10 | 14 | 6 |

| 30 |

| 9 | 12 | 2 | 7 |

| 29 |

| 7 | 15 |  | 7 |

| 30 |

| 8 | 15 |  | 6 |

| 28 |

| 7 | 15 |  | 7 |

| 27 |